# ماری سلست
ماری سلست (به انگلیسی: Mary Celeste) یک کشتی تجاری بود که در سال ۱۸۶۱ در نوا اسکوشیا کانادا ساخته شد. بعدها این کشتی در ۵ دسامبر ۱۸۷۲ درحالی‌که در شرایط کاملاً عادی قرار داشت با بادبان‌های نیمه برافراشته، بدون سرنشین در میان اقیانوس اطلس پیدا شد.
در ابتدا سازنده آن جاشوا دیویس نام آمازون را برایش برگزید و تا در سال ۱۸۶۸ بر اثر توفان کشتی در سواحل نوا اسکوشیا به گل نشست به همین نام شناخته می‌شد. آمازون در همان سال تعمیر و به چند شریک اهل آمریکا فروخته شد. پس از تغییراتی در این کشتی اینبار با نام کشتی ماری سلست آغاز بکار کرد.

## ناپدید شدن
در تاریخ ۳ نوامبر ۱۸۷۲ کشتی ماری سلست بندر نیو یورک را با بار ۱۷۰۱ بشکه الکل صنعتی، هشت خدمه و دو مسافر (همسر و دختر ناخدا) ترک کرد. یک ماه پس از ترک این بندر در ۵ دسامبر ۱۸۷۲ درحالی‌که کشتی در شرایط کاملاً عادی قرار داشت با بادبان‌های نیمه برافراشته، بدون سرنشین در میان اقیانوس اطلس پیدا شد. کاپیتان کشتی دی گراسیا بنام دیوید رید مورهاوس که ماری سلست را پیدا کرده بود با وجود به جای ماندن تمام اشیاء با ارزش درون کشتی هیچ اثری از سرنشینان آن و توضیحی در دفتر گزارش روزانه کشتی دربارهٔ علت ترک آن پیدا نکرد.
در آخرین جمله نوشته شده در دفتر گزارش کشتی موقعیت کشتی را در تاریخ ۲۴ نوامبر چند صد مایل (۱۸۵ کیلومتر) از جزایر آسورش نشان می‌داد درحالی‌که تابلوی مسیر کشتی را در ۲۵ نوامبر در جزیره سانتا ماریا، واقع در جنوب شرقی جزایر آسورش، یکی از این نه جزیره آسورش نشان می‌داد.
در زمان پیدا کردن این کشتی در آن آب آشامیدنی و ذخیره غذایی شش ماه به همراه ۱۷۰۱ بشکه الکل صنعتی و وسایل و اشیاء شخصی با ارزش وجود داشت.
به دلیل فقدان تنها قایق نجات کشتی و چندین وسیله معمولی دریانوردی علت رها کردن کشتی و ناپدید شدن ده سرنشین آن یکی از اسرار تاریخ دریانوردی است که همچنان پاسخی برای آن یافت نشده‌است.

## سرنوشت ماری سلست
کشتی ماری سلست پس از آن چندین بار تغییر مالکیت پیدا کرد تا در نهایت در سوم ژانویه ۱۸۸۵ توسط آخرین مالک آن جی.سی. پارکر و درحالی‌که در شرایط مناسبی قرار نداشت در سواحل غربی پور-او-پرنس هائیتی به منظور کلاهبرداری از شرکت بیمه به عمد غرق شد.

## ماری سلست در ادبیات و فرهنگ
داستان‌ها و رمان‌های زیادی از نویسندگان مختلف دنیا همچون رمانی از آرتور کانن دویل برگرفته از داستان کشتی ماری سلست نوشته شده‌است و داستان‌ها و افسانه‌های زیادی در میان مردم دربارهٔ این کشتی رواج پیدا کرده‌است.

## نگارخانه

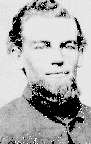
بنجامین اسپون بریگس[و ۱۲] کاپیتان کشتی ماری سلست
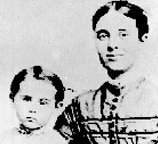
سارا الیزابت کب[و ۱۳] همسر بنجامین بریگس به همراه دختر دوساله‌اش سوفیا ماتیلدا بریگس[و ۱۴] از سرنشینان کشتی ماری سلست
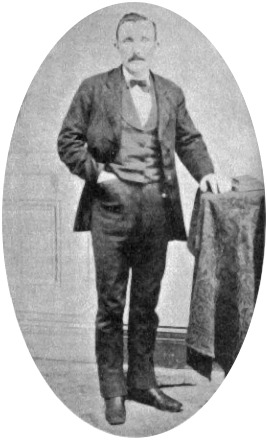
آلبرت ریچاردسون[و ۱۵] ناوبان یکم کشتی ماری سلست

## واژه‌نامه
1. ↑  Joshua Dewis
2. ↑  William Henry Bigalow
3. ↑  Parrsboro, Nova Scotia
4. ↑  James H. Winchester
5. ↑  Brigantine
6. ↑  Dei Gratia
7. ↑  David Reed Morehouse
8. ↑  Açores
9. ↑  Ilha de Santa Maria
10. ↑  G. C. Parker
11. ↑  Port-au-Prince
12. ↑  Benjamin Spoon Briggs
13. ↑  Sarah Elizabeth Cobb
14. ↑  Sophia Matilda Briggs
15. ↑  Albert Richardson